# Осока богемская
Осо́ка боге́мская, или Осо́ка сытеви́дная (лат. Carex bohemica) — многолетнее травянистое растение, вид рода Осока (Carex) семейства Осоковые (Cyperaceae).

## Ботаническое описание

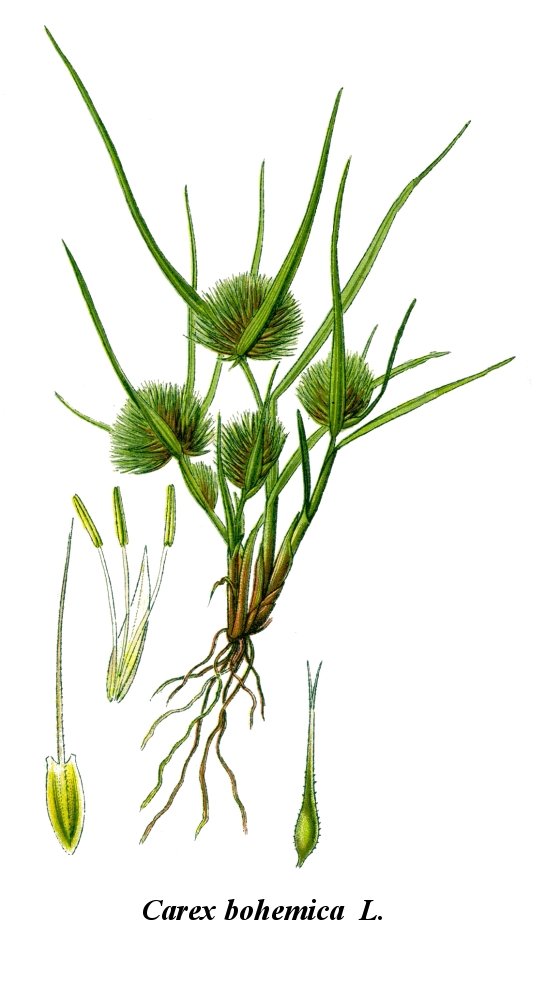

Светло-зелёные растения с укороченными неползучими корневищами. Образует дерновины.
Стебли сплюснуто-трёхгранные, гладкие, возможно, олиственные, с расставленными узлами.
Листья плоские, до 2 мм шириной, мягкие, короче стебля.
Колоски гинекандрические, в числе 4—15, многоцветковые, в плотной головке до 1,5 см в диаметре, яйцевидно-продолговатые. Чешуи ланцетные, остисто заострённые, светло-ржавые, со светлым килем, вполовину короче мешочков. Мешочки уплощённо плоско-выпуклые, удлинённо-ланцетовидные, перепончатые, 7—8(9) мм длиной, черепитчато расположенные, жёлтые или ржаво-зелёные, с тонкими жилками, по краям почти до основания с узким зазубренным крылом, с очень длинным и узким глубокодвузубчатым носиком. У основания соцветия имеются три прицветных листовидных обёртки, во много раз (особенно нижняя) превышающие соцветие.
Плод продолговатый.
Число хромосом 2n=60 (Кожевников и др., 1986), 62—64 (Пробатова, Соколовская, 1981), 80 (Tanaka, 1948; Dietrich, 1972).

## Распространение
Северная Европа: юг Финляндии; Атлантическая Европа; Центральная и Южная (север) Европа;  Европейская часть России: Ладожское озеро, окрестности города Пинеги, бассейн Кулоя, Ленинградская область (район Приозерска и Вепсская возвышенность), Новгородская область (озеро Ильмень), Ярославская область (Борок), Нижегородская область (район Балахны), юг Волжско-Камского района, Рязанская область (река Ока), Мордовия, Саратовская область (окрестности Хвалынска; Лысогорский район, посёлок Барсучий), Заволжье (река Бузулук), Николаевск; Украина: Карпаты (Яворово и Ивано-Франково), окрестности Киева; Кавказ: Центральное Закавказье (Армения: Лорийское плато); Западная Сибирь: запад и юг Обского бассейна, бассейн Иртыша, Алтай; Восточная Сибирь: верховье Нижней Тунгуски, к югу от Якутска и озера Артек в бассейне среднего течения Колымы, запад и юго-восток Ангаро-Саянского района, Даурия; Дальний Восток: Арктика (Восточная Корякия, бассейн среднего течения реки Камчатки, Удский, Зее-Буреинский и Уссурийский районы; Средняя Азия: близ устья реки Чёрный Иртыш, город Капал; Центральная Азия: Монголия; Восточная Азия: Северо-Восточный Китай, север полуострова Корея, Япония.
Растёт на песчаных и иловатых берегах озёр и иногда рек, на галечниках, болотистых и сыроватых лугах.

## Практическое использование
Скотом не поедается.